# Ukrajins'kyj Botaničnyj Žurnal
Ukrajins'kyj Botaničnyj Žurnal (abreviado Ukrajins'k. Bot. Žurn.) es una revista con ilustraciones y descripciones botánicas que es editada en Kiev desde el año 1956. Fue precedida por Botanichnyi Zhurnal. Journal Botanique de l'Academie des Sciences de la RSS d'Ukraine.